# Pieternel Rolprijs
De Pieternel Rolprijs was een in 1991 ingestelde Nederlandse vrouwenemancipatieprijs van de gemeente Leiden. Het initiatief kwam van het college van B&W en was het afscheidsgeschenk voor de PvdA-onderwijswethouder Henriëtte van der Dongen van der Linden. Van der Linden noemde de prijs vervolgens naar Pieternel Rol (1953 - 1992) vanwege haar betrokkenheid bij emancipatie, vrouwengeschiedenis, politiek en onderwijs. 
De prijs bestaat uit een geldbedrag (€ 2.500,00) en een wisseltrofee, vervaardigd door Maja van Hall en werd op Internationale Vrouwendag (8 maart) uitgereikt. 
In 2004 in de prijs overgegaan in de Leidse emancipatieprijs. Op grond van de nieuwe emancipatienota is de prijs uitgebreid. Het gaat niet meer alleen om vrouwenemancipatie maar ook om homo-emancipatie in de multiculturele samenleving.

## Winnaressen
- 1993 - Greet Heykoop van de Werkgroep VIDO (Vrouwen In De Overgang).
- 1994 - Medewerkers van het emancipatieprogramma Triangel[2]
- 1995 - Het Leidse Volkshuis[2]
- 1996 - Mathilde Boon[3]
- 1997 - Els Snijder[2]
- 1998 - Patricia van der Zelm[2]
- 1999 - Dora Dolle-Willemse[2]
- 2000 - Geen emancipatieprijs. De kwaliteit van de inzendingen is beneden de maat.
- 2001 - Marga Deenen[4]
- 2002 - Anneke van Aken[5]
- 2003 - Hennie Jansen[6]